# Pellova rovnice

Grafické znázornění řešení Pellovy rovnice pro s vyznačenými šesti z celočíselných řešení

Pellova rovnice je označení diofantické rovnice ve tvaru:
{\displaystyle x^{2}-Ny^{2}=1\,}
kde {\displaystyle N} je kladné celé číslo. Často je navíc přidáván požadavek, aby {\displaystyle N} bylo nečtvercové, neboť ve variantě s čtvercovým číslem má rovnice jen dvojici řešení {\displaystyle (\pm 1,0)}, která má vždy a označují se tedy triviální řešení. Naopak není-li číslo {\displaystyle N} čtvercem, pak má úloha nekonečně mnoho řešení, jak dokázal již Joseph-Louis Lagrange.
K nalezení základního řešení je možné použít řetězový zlomek vyjadřující {\displaystyle {\sqrt {N}}}. Ze základního řešení {\displaystyle x_{0},y_{0}} je možné získat všechna další řešení z rekurentní rovnice s maticovým násobením:
{\displaystyle {\begin{pmatrix}x_{i+1}\\y_{i+1}\end{pmatrix}}={\begin{pmatrix}x_{0}&Ny_{0}\\y_{0}&x_{0}\end{pmatrix}}{\begin{pmatrix}x_{i}\\y_{i}\end{pmatrix}}}
Z hlediska abstraktní algebry je nalezení řešení ekvivalentní úloze nalezení jednotek v okruhu celistvých čísel kvadratického tělesa.
Jedním z nejstarších výskytů patřičné úlohy je Archimédova úloha o dobytku. Řešením Pellovy rovnice se zabývali rovněž matematikové ve staré Indii, kde ji zkoumal například Brahmagupta v sedmém století a Bháskara II. ve dvanáctém století.
V novověké Evropě se Pellovou rovnicí zabýval mimo jiné Pierre de Fermat, který o ní také psal v roce 1657 v dopise, jehož adresátem byl jeho přítel Bernard Frénicle de Bessy. Pojmenování rovnice po anglickém matematikovi Johnu Pellovi vzniklo následkem toho, že jej Leonhard Euler mylně považoval za autora jejího řešení.